# Colpochila pinguis
Colpochila pinguis är en skalbaggsart som beskrevs av Macleay 1871. Colpochila pinguis ingår i släktet Colpochila och familjen Melolonthidae. Inga underarter finns listade i Catalogue of Life.